# Гераньонський замок

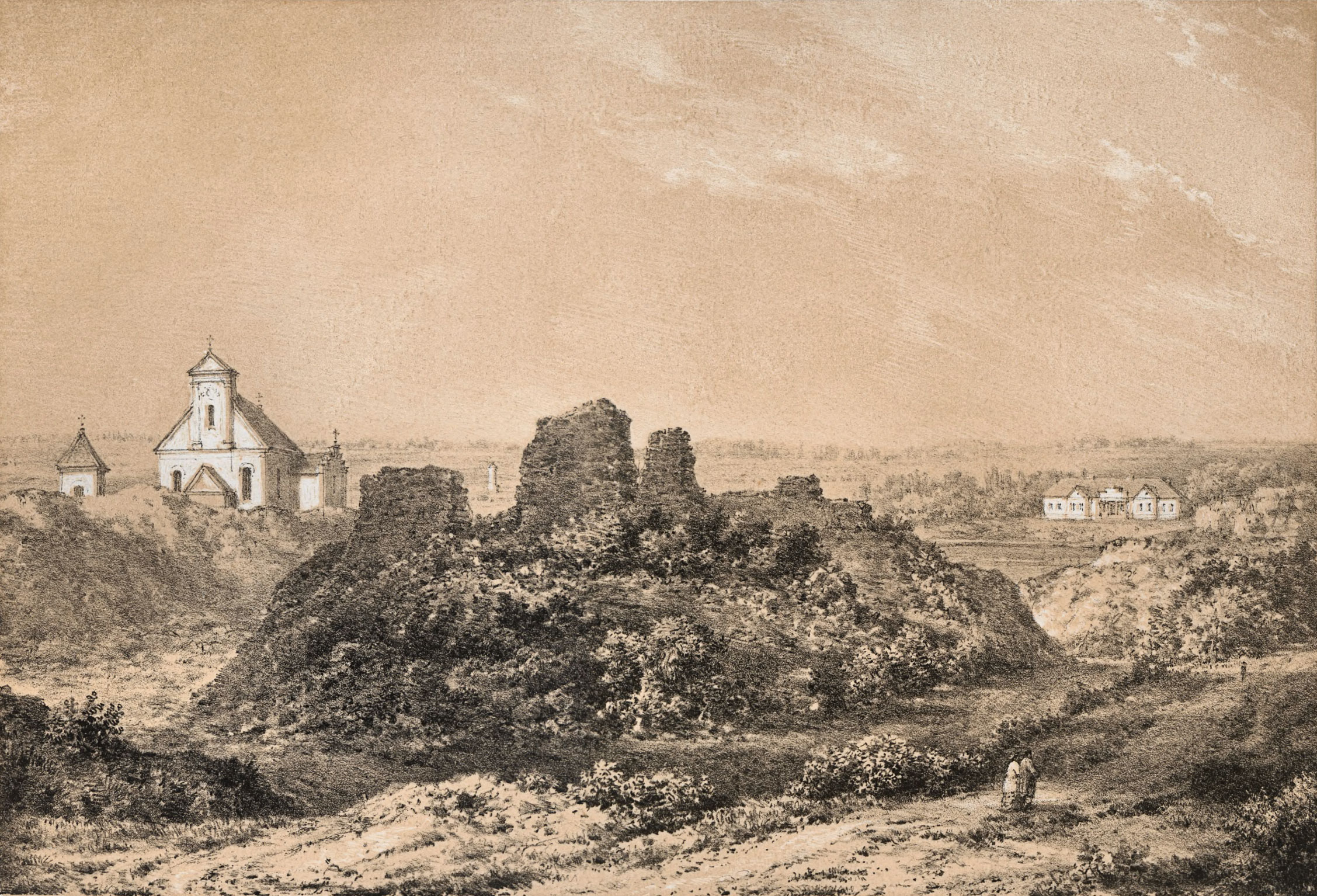
Гераньонський замок. Н. Орда

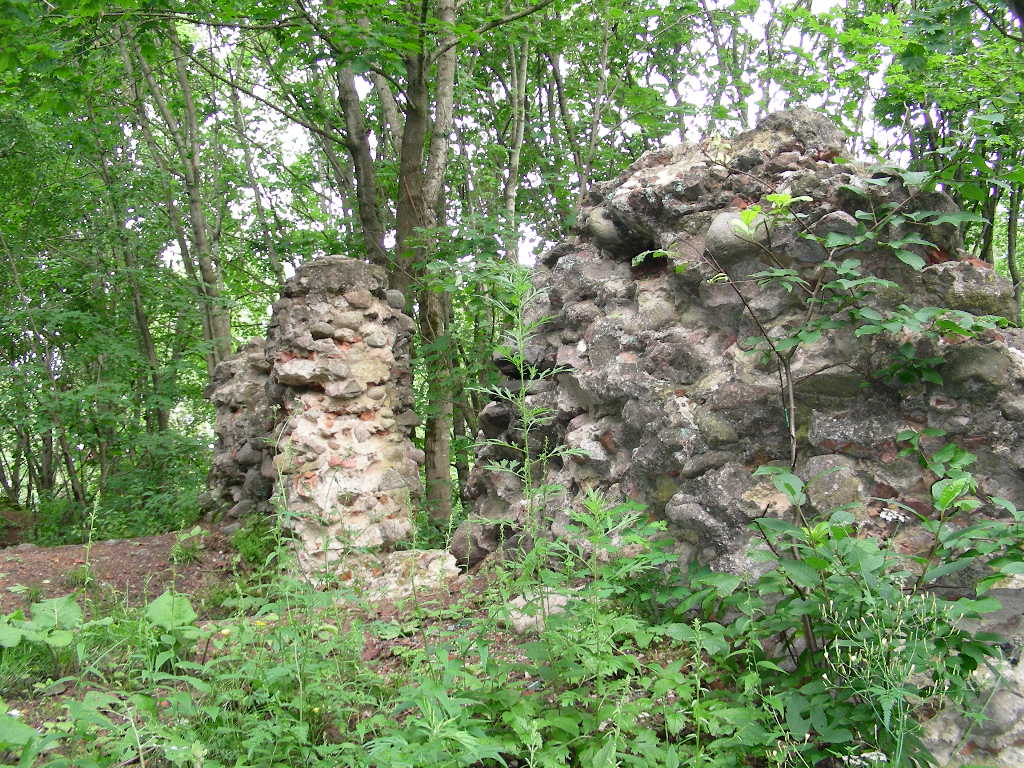
Залишки замку

Гераньо́нський за́мок — пам'ятка палацово-замкової архітектури кінця XV — XVIII століть. біля села Гераньони в Ів'євському районі Гродненської області Білорусі.

## Історія
Замок, ймовірно, був побудований на рубежі 15-16 століть, коли Гераньони належали канцлеру Великого Князівства Литовського та віленському воєводі Альбрахту Гаштольду. Гераньони в документах почали називати «мурованими» (мурата) не пізніше 1510 р. До 1542 року замок належав Гаштовтам, потім — великим князям литовським і польським королям Сигізмунду І Старому і Сигізмунду II Августу, до 1588 року — різним особам, пізніше Сапігам, із 1643 року — скарбнику Миколі Кішці. Під час війни між Росією та Річчю Посполитою в 1654-67 роках замок був зруйнований російською армією. З кінця XVII ст. запаси свідчать про поступове подальше знищення. 3 1670 р. замок та с. Гераньони на державному утриманні. У 1708 році у замку з загоном шведських військ перебував польський король Станіслав Лещинський. Після Північної війни 1700-21 років замок занепав.
На початку ХІХ ст. в Гераньонському замку вже не жили, в середині століття значна частина руїн була розібрана для будівництва в селі Липнішки різних господарських будівель. Наполеон Орда намалював у середині XIX століття лише руїни замку до 1-го поверху.

## Архітектура
Замок був розташований на штучному острові, наповненому землею, викинутою з рову, що оточував замок. Перед ровом був земляний вал заввишки 9-10 м, завширшки близько 15 м і завдовжки по периметру понад 700 м. Вал у плані нагадував витягнутий прямокутник із закругленими кутами. Захист замку не був розроблений для природних перешкод і не мав штучного поливу. Лише зовнішній оборонний рів у деяких районах міг бути наповнений водою під час весняного танення снігу або восени, коли йшов дощ. Природа оригінальних об'ємних споруд Гераньонського замку не з'ясована, але, мабуть, це були звичайні дерев'яні стіни. Замок мав вигляд квадрата (27х27 м), біля кожного кута якого височіла цегляна циліндрична вежа (діаметр 8 м).
Дослідження (1972 р. М. Ткачова) збережених залишків стін і веж свідчило, що вони були виконані в традиційній для Білорусі техніці смугастої кладки з широким використанням каменю та цегли, яка використовувалася переважно для облицювання веж. Вапняний розчин має незначний домішок подрібненої глини і відзначається міцністю. Стіни замку завтовшки 1,4 м в деяких ділянках нині сягають висоти 4 м. Спочатку вони були не набагато вище зовнішнього оборонного валу, який мав на меті, мабуть, насамперед прикрити замок від прямого вогню. Добудова стін замку, очевидно, була цегляною. Фундаменти заввишки 1 м зроблені з великих каменів (70х50 см), покладених на вапно. Проміжки між ними ретельно заштукатурені шматками цегли та розчину.
Двометрові стіни веж кам'яні (луската кладка) та облицьовані цеглою (готична кладка). Товщина вапняного розчину 2-3,5 см. Цегла велика, борозниста, розмірами 29,5 х 13 (14) х 6 (8,5) см. Глибина фундаментів веж і стін близько 1 м. Фундаменти перев'язані, а кам'яні лінії та цегляна кладка збігаються. Однакова техніка кладки та розмір цегли свідчать про одночасне будівництво стін та веж. Північно-західна вежа мала склепінчасту стелю, що розділяла 2 нижні поверхи (збережений віконний отвір нижнього поверху заввишки 1 м та завширшки 0,6 м із готичною аркою).
Окрім самого замку, на зовнішньому валу, що оточував замок, були цегляні ранделі та брама. Пізніше вздовж внутрішньої частини валу була побудована підпірна стіна.
Питання про житлові приміщення замку до кінця не вивчене. Іноді згадка про двоповерховий частково цегляний будинок в інвентарі 1765 р., однак розглядається як опис замкового палацу, але в порівнянні з іншими інвентаризаціями Гераньонів цього періоду представляється більш вірогідним, що розмови про окрему будівлю поза межами замкового валу. Те саме не стосувалося, ймовірно, замку та дерев'яного житлового будинку, згаданого в 1560-х роках.
Під час розкопок була знайдена пласка і коритоподібна черепиця, яка покривала дахи веж, а також дахи над зубчастими стінами стін і палацу.

## Фортифікація
Гераньонський замок був побудований у той час, коли роль артилерії значно зросла. У зв'язку з цим основний тягар охорони почав перекладатися на зовнішні укріплення — рови та вали. Замок був однією з перших у ВКЛ спроб укріпити за допомогою вогнепальної зброї; вважається, що замок у лінії оборони мав прототип бастіону.
Вали були зроблені настільки високо, що вони надійно закривали основну частину будівлі замку і на значній відстані від неї. Наприклад, у Гераньонському замку вали встановлені за 80 м. Центр оборони тут зосереджений на зовнішньому валу (зараз він сягає висоти 10 м). З внутрішнього боку вона виконана з цегляної стіни завтовшки 1,25 м та заввишки 4,5 м, яка слугувала підпірною стіною та надійно запобігала зсуванню валу всередині замкового подвір'я. Воїни гарнізону могли пересуватися під його прихистком під час облоги, про що свідчить брукована стежка біля дна стіни. Після одного з насипів будівельники були змушені зміцнити стіну невеликими контрфорсами — «биками», зведеними майже кожні 3-3,5 м. Підпірна стінка і «бики» виконані в техніці смугастої кладки з використанням величезних (близько 1 м) тесаних каменів та цегли, покладених на вапно. Цегла, як і в замку, борознувата. Сегменти підпірної стінки сходилися по кутах валу і переходили у 7-крайові вежі-ронделі (товщина стін 1,75 м), які були важливими вогневими точками. Можна припустити, що вони були 2-поверховими, з білковим перекриттям, нижній поверх (висота близько 4,5 м) був повністю в товщі валу. Тут, мабуть, були заховані військові припаси та обладнання. 2-й поверх починався від поверхні валу і нагадував 7-крайовий цегляний бастіон із периметром близько 25 м. Це дозволяло розмістити тут кілька гармат або кілька десятків солдатів. На 2-му поверсі були цегляні сходи, що починалися біля самого низу підпірної стіни, на стику її з ронделлю. Значна вогнева міць могла бути зосереджена на самому земляному валу. У деяких ділянках, особливо зі сходу, де був вхід до замку, ширина вершини валу зараз сягає 6-7 м. На такій ділянці можна було розмістити або традиційні дерев'яні віночні стіни, або конструкцію огорожі характерну для XVI—XVII ст. земляні бруствери. Оборонний рів тут сягає глибини 4 м і ширини 15 м.
Вхідна замкова брама розташовувалася на першому поверсі південно-західної ронделі, стіни якої були завтовшки близько 2,2 м. До брами йшов легкий дерев'яний міст через рів. Частина мосту перед нею, можливо, піднімалася ланцюгами. Вхід у замок утримувався від обстрілів із верхньої частини брами та з прилеглих садів. Праворуч від воріт був схожий на бастіон виступ, який фланкував міст вогнем та найближчими під'їздами до воріт. Такий елемент захисту є одним із перших відомих у Білорусі і бере свій початок із самого початку XVI століття Це як прототип тих бастіонів та бастіонної системи укріплень, які були поширені в Білорусі у 2-й половині XVI—XVII ст.
Додатковою перешкодою на шляху до замку була мурована Гераньонський костел Святого Миколая (побудований у 1519 році). Оточений стіною, він примикав безпосередньо до оборонного рову перед брамою.
Із військової точки зору Гераньонський замок на поч. XVI століття була потужною структурою. Він увібрав майже всі відомі на той час елементи фортифікації, що дозволило тривалий час протистояти тактиці та техніці облоги.